# زینت (فیلم)
زینت فیلمی به کارگردانی و نویسندگی ابراهیم مختاری ساختهٔ سال ۱۳۷۲ است.

## خلاصه داستان
زینت بهورز در روستای زادگاهش در خانهٔ بهداشت به مداوای اهالی مشغول می‌شود. او که قرار است با حامد ازدواج کند با مخالفت مادر حامد روبرو می‌شود. وقتی کوشش‌های زینت برای راضی کردن حامد به نتیجه نمی‌رسد پدر زینت نیز با زینت مخالفت می‌کند و لباس‌ها و وسایل کار او را در آتش می‌سوزاند. بالاخره زینت به خانهٔ شوهر می‌رود و کماکان به کار در درمانگاه ادامه می‌دهد. یک روز زنی روستایی که کودکی بیمار دارد با اصرار از زینت می‌خواهد که فرزند بیمارش را مداوا کند. زینت به رغم مخالفت مادر همسرش و واکنش منفی حامد به بالین کودک بیمار می‌رود و عاقبت حامد را متقاعد می‌کند که همراه با او برای مداوای کودک بیمار به شهر برود.